# Under the Iron Sea
Under the Iron Sea là album thứ hai của ban nhạc Rock người Anh Keane, phát hành năm 2006. Trong khoảng tuần đầu tiên ra mắt tại Anh, Album đạt #1, bán được 222297 bản theo số liệu của Official Chart Company. Ở Hoa Kỳ, Album đạt # 4 trên Bilboard 200, bán được 75000 bản trong tuần đầu tiên. Tính từ 22 tháng 1 năm 2006, album đã bán được khoảng 3 triệu bản trên toàn cầu.
Ban nhạc miêu tả Under the Iron Sea như một sự tiến triển từ Hopes and Fears thêm cùng những ảnh hưởng của âm thanh điện tử, miêu tả bản thu âm như một "sinister fairytale-world-gone-wrong".

## Lịch sử Album và thông tin
Sau sự ra mắt của album đầu tay,  Hopes and Fears, Keane tổ chức một chuyến lưu diễn vòng quanh thế giới gần như khắp châu Âu và Bắc Mĩ  đến tháng 10 năm 2005. Như được biết trên DVD trangers,ban nhạc  đã gặp rặc rối kể từ giữa năm 2004, khoảng thời gian sau khi ra mắt album đầu tay. Ý tưởng cho ca khúc "Hamburg Song" là về mối quan hệ trở nên không được tốt giữa ca sĩ hát chính Tom Chaplin và tay Piano Tim Rice-Oxley được sáng tác vào khoảng trước tháng 8 năm 2004. Trong khoảng thời gian lưu diễn, Rice-Oxley tiếp tục sáng tác các ca khúc mới như " Let It Slide" và "Thin Air"  mà sau này xuất hiện  trong các DVD ra mắt trong tương lai chẳng hạn như B-sides. Theo Chaplin, Rice-Oxley đã sáng tác ít nhất 50 ca khúc mới tính đến tháng 4 năm 2006.

Tên của album dựa theo một câu trong ca khúc " Crystal Ball": "I've lost my heart, I buried it too deep, under the Iron Sea".Cái tên này còn được dùng cho track thứ 8 cũng như bản hòa âm đầu tiên của Keane " The Iron Sea". The " Iron Sea" là cái tên ẩn dụ cho sự lo lắng của ban nhạc (đặc biệt là Rice-Oxley) về tương lai vô định 

Tựa đề của album được thông báo bằng một bản viết tay, được ký bởi cả ban nhạc, có nội dung:

"Nothing in My Way" (được biết đến trước đó với tên gọi "Nothing in Your Way"), "Try Again" và "Hamburg Song" ra mắt vào giữa cuối năm 2004 và 2005 vào khoảng thời gian diễn ra  Hopes and Fears Tour. Hai ca khúc sau 

Thay đổi đáng chú ý so với lần ra mắt trước của Keane trong khoảng thời gian thời kì Hopes and Fears là kiểu chữ và phong cách ảnh bìa.Sanna Annukka, một nghệ 